# Matthias Köckert
 Matthias Köckert (* 8. April 1944) ist ein deutscher protestantischer Theologe (Alttestamentler).

## Lebenslauf
Köckert studierte zuerst Kirchenmusik in Dresden (1962–65), woran sich ein Studium der evangelischen Theologie in Leipzig und Greifswald anschloss (1965–70). Seit 1970 ist er mit Heidelore Köckert verheiratet, sie haben drei Kinder. Nach seiner Ordination 1975 lehrte er am Theologischen Seminar Paulinum in Berlin. 1984 wurde er Dozent für Altes Testament am Sprachenkonvikt Berlin. Nach seiner Habilitation in Jena 1991 wurde er Professor für Altes Testament an der Theologischen Fakultät der Humboldt-Universität zu Berlin. Seine Tochter ist die Kirchenhistorikerin Charlotte Köckert.

## Schriften
- Vätergott und Väterverheißungen. Eine Auseinandersetzung mit Albrecht Alt und seinen Erben. Vandenhoeck & Ruprecht, Göttingen 1988 (ursprünglich Diss. Leipzig, 1983). ISBN 3-525-53821-9.
- Wege wagen. Gottes Geschichte mit Sara und Abraham (= Texte zur Bibel 9). Aussaat-Verlag, Neukirchen-Vluyn 1993. ISBN 3-7615-4875-3.
- Leben in Gottes Gegenwart. Studien zum Verständnis des Gesetzes im Alten Testament. Mohr Siebeck, Tübingen 2004 (ursprünglich Habil., Jena 1991). ISBN 3-16-148415-0
- Die Zehn Gebote. Beck, München 2007.

Herausgeberschaft
- Handbuch zum Alten Testament. Mohr, Tübingen.
- Der Wahrheit Gottes verpflichtet. Theologische Beiträge aus dem Sprachenkonvikt Berlin für Rudolf Mau. Wichern-Verlag, Berlin 1993.
- Gottes Volk am Sinai. Untersuchungen zu Ex 32–34 und Dtn 9–10. Gütersloher Verlagshaus, Gütersloh 2001. ISBN 3-579-05346-9.
- (mit Bernd Janowski): Religionsgeschichte Israels. Formale und materiale Aspekte. Gütersloher Verlagshaus, Gütersloh 2002.
- Propheten in Mari, Assyrien und Israel. Vandenhoeck & Ruprecht, Göttingen 2003.